# 白根神社 (草津町)
白根神社（しらねじんじゃ）は、群馬県吾妻郡草津町にある神社。草津温泉で知られる草津町の総鎮守。

## 概要
温泉場の中心部である湯畑の北方至近、囲山公園に隣接する形で鎮座している。
創建は不詳だが、西方の草津白根山に対する修験道の信仰（白根明神）が直接の起源と考えられ、現在でも草津白根山に奥宮が置かれている。
現在の祭神は草津温泉の開湯伝説に登場する日本武尊であり、明治6年（1873年）に旧社地である運動茶屋（道の駅周辺）から現在の囲山へと遷座した。

## 祭神
- 日本武尊

## 境内
- 社務所

石碑
- 松尾芭蕉の碑
- 鷺乃湯の碑
- 高村光太郎の碑
- 十返舎一九の碑

境内社
- 沼神社
- 諏訪神社
- 三峯神社

## 兼務社
- 草津穴守稲荷神社 - 東京都大田区羽田にある穴守稲荷神社の分社。西の河原公園内。